# Шавне
Шавне — озеро на территории Лендерского сельского поселения Муезерского района Республики Карелия.

## Общие сведения
Площадь озера — 1 км². Располагается на высоте 218,0 метров над уровнем моря.
Форма озера продолговатая, вытянуто с севера на юг. Берега озера каменисто-песчаные, местами заболоченные.
В северную оконечность озера втекает протока из безымянной ламбины.
С северо-восточной стороны озера вытекает ручей без названия, впадающий справа в реку Нолу.
Населённые пункты возле озера отсутствуют.
Код водного объекта в государственном водном реестре — 01050000111102000010830.